# Salamiyya
Salamiyya o Salamiyah (àrab: سلمية, Salamiyya) és una ciutat del centre de Síria, a la governació d'Hama, a uns 40 km al sud-est d'Hamat i 58 km al nord-est d'Homs, en una plana fèrtil.
Antigament s'escrivia Salamya però progressivament es va imposar Salamiyya que avui és la més corrent. Probablement era l'antiga Salaminies o Salamies (Salaminias o Salamias). Era la primera posició en les rutes que venien de Palmira i Iraq, que es creuaven allí i, per tant, tenia una situació estratègica encara que poca importància militar. Fou conquerida pels musulmans el 636 i inclosa al djund d'Homs de la que va dependre fins al 1400 quan va passar a Hamat. Després dels omeies, l'abbàssida Salih ibn Ali ibn Abd Allah ibn al-Abbas es va instal·lar a la ciutat on van seguir els seus descendents. El 758 Salih fou nomenat governador de la Síria central i del sud; el seu fill Abd Allah ibn Salih va restaurar Salamiyya. El califa al-Mahdi s'hi va aturar de camí a Jerusalem el 780; Abd Allah ibn Salih, casat amb la germana d'al-Mahdi, fou nomenat governador de l'Djazira. Els abbàssides haurien fundat una mesquita que fou destruïda pels càrmates el 903 quan van atacar la ciutat. Vers el 800 governava Muhammad ibn Abd Allah ibn Salih que va convertir la ciutat en un centre comercial de notable prosperitat.
Fou el centre de la dawa ismaïlita prefatimita amb imams ocults descendents de Djafar al-Sadik; Abd Allah, besnet de Djafar, després de viure al Khuzestan i a l'Iraq es va refugiar a Salamiyya a una data desconeguda prop del 800 amb autorització del senyor local; va construir un palau que després van utilitzar els seus descendents. Salamiyya fou el centre de la dawa fins al 902. Abu-Muhàmmad Ubayd-Al·lah ibn al-Hussayn al-Mahdí (califa fatimita 909–934) fou el darrer imam ocult a Salamiyya (on va néixer vers el 873) agafant el control el 899 i dictant modificacions de la doctrina que no van agradar a Hamdan Karmat i al seu lloctinent Abdan, dais ismaïlites a l'Iraq i Bahrayn, que van entrar en dissidència i el 903 van atacar la ciutat. Zikrawayh ibn Mihrawayh, un altre dai ismaïlita, va dirigir l'oposició revoltada a Síria i l'Iraq (902 a 907). Ubayd Allah va abandonar Salamiyya el 902 i el 903 hi van entrar els fills de Zikrawayh, que van destruir els palaus i van massacrar a la població; el mateix 903 els càrmates eren derrotats prop de la ciutat pels abbàssides i un dels fills de Zikrawayh fou capturat i executat. Mentre Ubayd Allah havia viatjat al Magreb on en pocs anys els seus partidaris van establir el Califat Fatimita.
Al segle x pertanyia als hamdànides i l'habitaven grups beduïns; hauria passat als fatimites abans del 1009; al final del segle xi (segons Ibn al-Athir des de 1083 o 1084) estava en poder del bandit Khalaf ibn Mulaib sota sobirania fatimita i dominava també Homs fins al 1092 en què va perdre aquesta darrera davant Tútuix I, el seljúcida. Durant les croades no era una fortalesa però si lloc de concentració dels exèrcits musulmans, i va seguir la sort d'Homs, passant a Ridwan (fill de Tútuix), el 1102/1103; el 1137 l'atabeg Zengi, que va assetjar Homs, va sortir de Salamiyya contra els grecs en direcció a Shayzar; l'amir Fakhr al-Din al-Zafarani va cedir Homs i Hamat a Saladí el 1174/1175. El 1229 hi apareix al-Malik al-Kàmil ibn al-Àdil el sultà aiubida (1218-1238), i l'emir aiubita d'Hamat li va anar a oferir la submissió; vers el 1231 al-Kamil la va cedir a Asad al-Din Shirkuh. El 1299 els mongols van derrotar els aiubites prop de Salamiyya, i el kan Ghazan va poder ocupar breument Damasc.
Al segle xv va estar en poder de l'emirat d'Hamat sota sobirania mameluca. Sota domini otomà des de 1517, va perdre importància i al segle xix va quedar deserta. A mitjan segle Ismail ibn Muhammad, emir ismaïlita de Kadmus i cap de la comunitat ismaïlita siriana, després de ser desterrat per rebel, va obtenir permís per instal·lar-se a la zona (juliol de 1849) amb els seus partidaris que van quedar exempts de serveis militars. Va fixar residència a Salamiyya i aviat s'hi van afegir milers d'emigrants ismaïlites de diversos punts de Síria. El 1861 ja era una ciutat destacada i anaven sorgint nous pobles a l'entorn i s'estenien les terres de cultiu. El 1878 van arribar emigrants circassians i txetxens; el 1884 es va crear un districte administratiu especial ismaïlita dins el sandjak d'Hamat, però a final del segle es va establir la comscripció i es van imposar impostos; llavors tenia uns 6000 habitants. Des de 1887 els ismaïlites es van passar a la branca kasimshahita (abans eren de la branca muhammadshahita) que dirigia l'Agha Khan III que hi va construir una institució agrícola i diverses escoles.
El 1993 tenia 95.000 habitants la majoria ismaïlites. Ali Khan, pare d'Agha Khan IV fou enterrat a Salamiyya. La ciutat té la més alta concentració d'ismaïlites del Pròxim Orient.